# Xabier López-Arostegui
Xabier López-Arostegui Eskauriaza (ur. 19 maja 1997 w Getxo) – hiszpański koszykarz, olimpijczyk z Tokio 2020.

## Kariera reprezentacyjna
Debiut w barwach hiszpańskich zaliczył w 2019. W 2021 zastąpił kontuzjowanego Juana Hernangómeza w reprezentacji kraju na igrzyskach olimpijskich w Tokio w 2021, gdzie Hiszpanie byli 6. Był to jego debiut na imprezie międzynarodowej.

## Osiągnięcia

### Reprezentacja
- Współlider igrzysk olimpijskich w skutecznosci rzutów wolnych (2024 – 100%)[1]